# Лак Лонг Куан

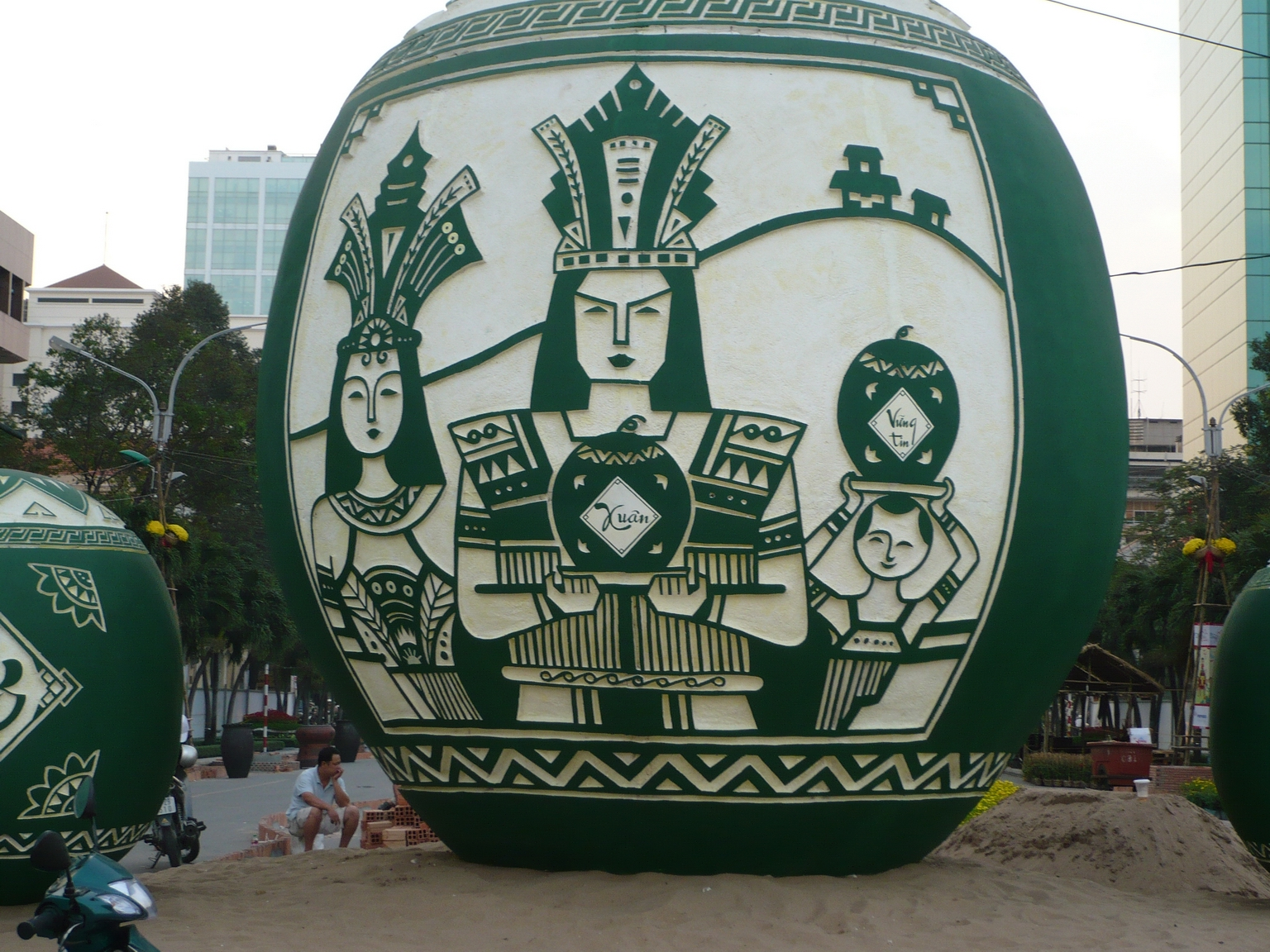
Изображение Лак Лонг Куан в центре, слева — его жена Ау Ко (2009 год).

Лак Лонг Куан (вьет. Lạc Long Quân, тьы-ном 雒龍君, «Государь-Дракон лаков»); иногда записывается знаками тьы-ном как 駱龍君 или 貉龍君; титульное имя — Хунг Хьен-выонг (Hùng Hiển Vương), — во вьетнамских мифах первопредок и культурный герой, сын и единственный наследник мифического Киньзыонг-выонга, правителя Ситькуи (Xích Quỷ, 赤鬼). Компонент «lạc» в имени Лак Лонг Куана связан с этнонимом древних 15 племен равнинных и речных вьетов — лаквьеты. Предполагаемая дата начала его правления — 2839 до н. э.

## Мифология
Лак Лонг Куан — полудракон по матери, его дед — дракон озера Дунтин; отцом ему приходился огненный владыка Шэньнун. Лак Лонг Куан был женат на своей двоюродной сестре, горной фее Ау Ко, дочери короля птиц Де Лая. Ау Ко в браке с Лак Лонг Куаном породила мешок, он лопнул, и в нём оказалось сто яиц, из каждого яйца вышло по сыну — прародителю ста легендарных вьетских родов.
Лак Лонг Куан обучил народы ста родов возделывать рис и разводить шелковичных червей, а также явился основоположником государственных установлений. Цикл мифов о Лак Лонг Куане носит историзованный характер: в одном из них борьба против китайского завоевания осмысляется как война Лак Лонг Куана с чужеземцами за красавицу-фею Ау Ко. Лак Лонг Куан борется с врагами, превратившись во множество чудовищ, духов, драконов, змей, тигров и слонов, что связано с представлениями о духах — покровителях вьетов в шаманизме.
Спустя некоторое время, Лак Лонг Куан и Ау Ко разошлись, дракон взял 50 сыновей и увёл к морю, а фея с остальными 50 ушла в горы. Первый из 50 сыновей дракона Хунг Лан, став третьим правителем хунгвыонгом, наследовал Лак Лонг Куану и создал из 15 лаквьетских племен государство Ванланг. Это отражено в пословице «Con Rồng, cháu Tiên» («Дети дракона, внуки богов»).

## Исследования
Нгуен Ты Тхи утверждает, что после анализа аналогичной легенды мыонгов он пришёл к выводу, что эта история основана на народной памяти разделения лаквьетов и мыонгов. С другой стороны, возможно эта легенда указывает на общее происхождение равнинных лаквьетов и горных аувьетов, которые позже снова объединились, образовав общее государство Аулак.
Прообразом дракона, вероятно, были крокодилы, населявшие низовья Красной реки и ставшие тотемными животными местных племён.

## Родословная
Отец Лак Лонг Куана — Кинь Зыонг-выонг, сын Де Миня (Đế Minh), мать — Ву Тьен Ну (Vụ Tiên Nu), дочь Тхан Лонг Ну (Than Long Nu), внучка Донг Динь Куана (Động Đình Quân); Де Лай был его кузеном.
В позднее время родословная Лак Лонг Куана возводилась к китайскому богу земледелия и царю драконов Шэнь-нуну (потомок в пятом колене).

## Во вьетнамской литературе
Книги «Полное собрание исторических записок Дайвьета» (XV в.) и «Дивные повествования земли Линьнам» (вьет. Lĩnh Nam chích quái, Линь Нам тить куай, XIV в.) упоминают легенду про Ау Ко.